# Kate Reinders

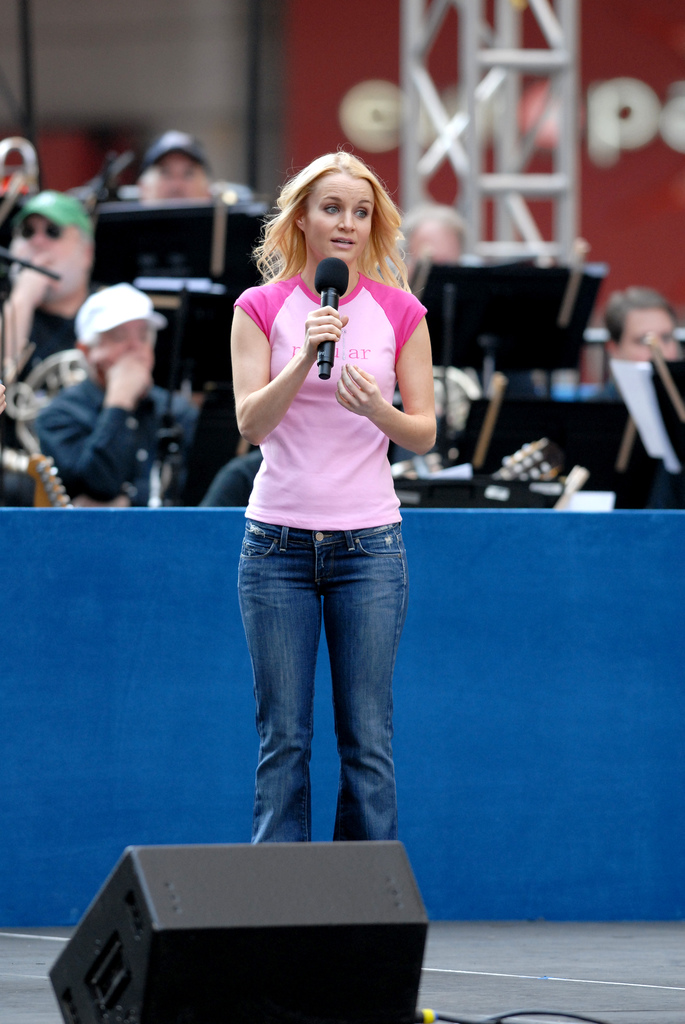
Kate Reinders (2006)

Kate Reinders (* 10. Dezember 1980 in Seattle, Washington als Kate Anne Reinders) ist eine US-amerikanische Sängerin und Schauspielerin die vor allem durch ihre Rolle der Miss Jenn in der Fernsehserie High School Musical: Das Musical: Die Serie bekannt wurde.

## Leben
Reinders besuchte die Western Michigan Christian High School und schloss 1998 im Anschluss ihr Studium ab. Sie spielte in ihren ersten Jahren als Schauspielerin vor allem am Broadway. Ihre erste größere Rolle am Theater hatte sie in der Bühnenaufführung des Buches Die Abenteuer des Tom Sawyer. Bis 2018 war sie hauptsächlich als Theaterschauspielerin tätig. Fernsehrollen wie unter anderem Modern Family oder Work it folgten.
Seit 2019 spielt sie als Miss Jenn in der High-School-Musical-Spin-Off-Serie High School Musical: Das Musical: Die Serie eine Hauptrolle, in der sie die Theaterlehrerin an der East High School verkörpert.

### Privates
Im Mai 2016 heiratete sie ihren Schauspielkollegen Andrew Samonsky, gemeinsam haben sie einen 2017 geborenen Sohn.

## Filmografie (Auswahl)
- 1995: Während Du schliefst (Film)
- 2005: Blind Justice – Ermittler mit geschärften Sinnen (Fernsehserie, eine Episode)
- 2008: Alles Betty! (Fernsehserie, zwei Episoden)
- 2009: Sherri (Fernsehserie, sieben Episoden)
- 2011: Modern Family (Fernsehserie, eine Episode)
- 2012–2013: Work it (Fernsehserie, 13 Episoden)
- 2019–2023: High School Musical: Das Musical: Die Serie (Fernsehserie)

## Auszeichnungen
| Jahr | Award                    | Kategorie                                | Für                                          | Ergebnis  |
| ---- | ------------------------ | ---------------------------------------- | -------------------------------------------- | --------- |
| 2005 | Joseph Jefferson Award   | Beste Hauptdarstellerin in einem Musical | Böse (Musical)                               | Nominiert |
| 2007 | HBO Comedy Arts Festival | Breakout Award                           | TASTiSKANK Comedy-Duo (mit Sarah Litzsinger) | Gewonnen  |